# Diritti umani in Corea del Nord
Molti dei diritti umani e delle libertà civili in Corea del Nord sono inesistenti, gravemente violati e di fatto non rispettati dallo Stato, sebbene la Costituzione formalmente li garantisca. Non c'è libertà di parola, i media sono strettamente controllati e lasciare il paese è estremamente difficile.
Le uniche fonti d'informazione disponibili sui diritti umani in Corea del Nord sono da parte degli ex detenuti e guardiani che sono riusciti a fuggire e informare Human Rights Watch e Amnesty International.
Nel 2019 il Democracy Index posiziona la Corea del Nord ultima su 167 paesi esaminati, con un punteggio totale di 1,08 su 10,00. Per quanto riguarda il processo elettorale e il pluralismo il punteggio è di 0,00 su 10,00; la funzione del governo occupa un punteggio di 2,50 su 10,00; la partecipazione politica ottiene un punteggio di 1,67 su 10,00; la cultura politica 1,25 su 10,00 e libertà civili 0,00 su 10,00.

## La Commissione d'inchiesta sui diritti umani nella Repubblica Popolare Democratica di Corea

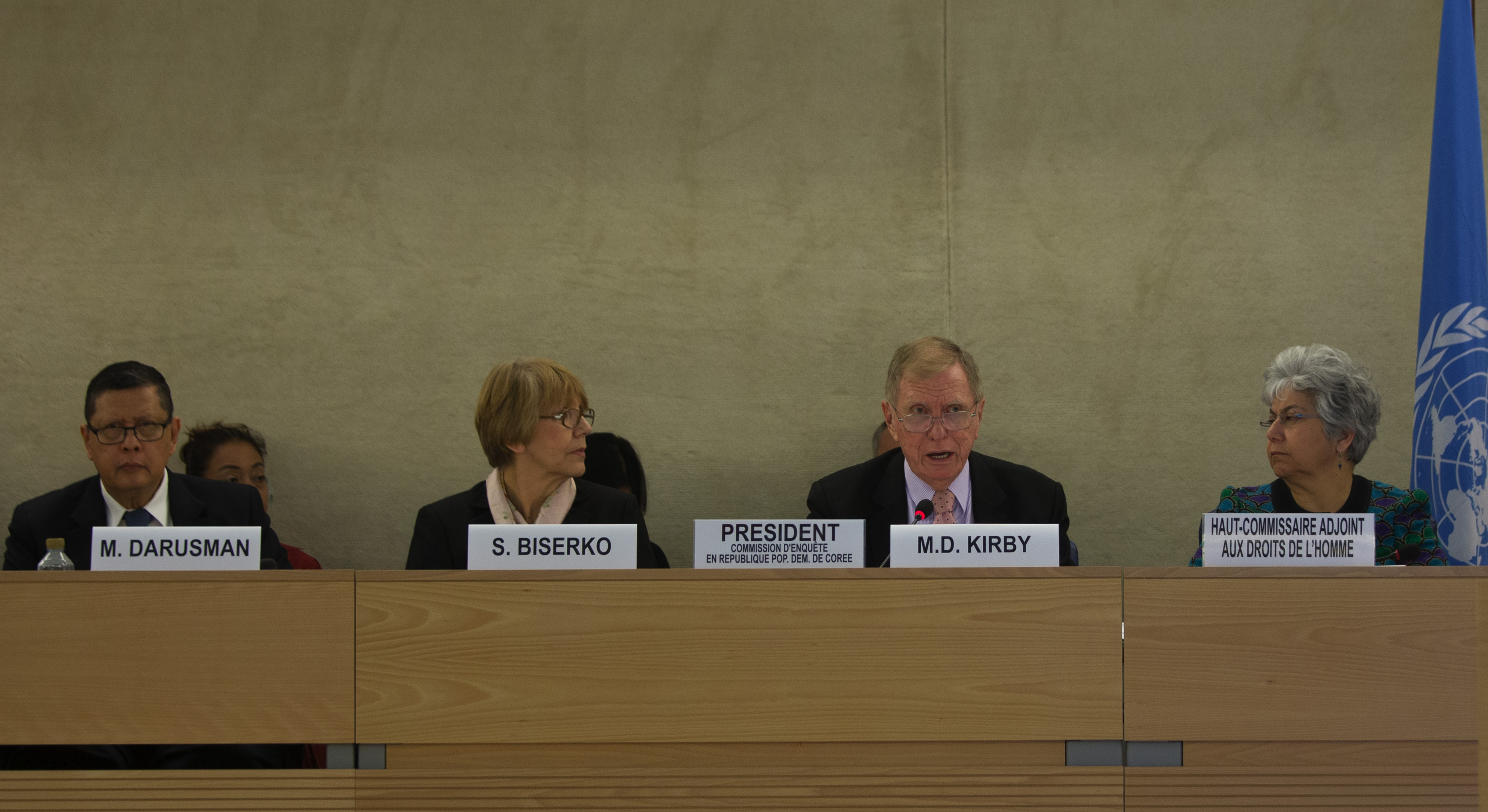
La commissione d'inchiesta

Il 6 maggio 2013, il Consiglio per i diritti umani delle Nazioni Unite annuncia la nomina dell'australiano Michael Kirby, della serba Sonja Biserko e dell'indonesiano Marzuki Darusman come primi membri della Commissione d'inchiesta sui diritti umani nella Repubblica Popolare Democratica di Corea.
L'ONU si esprime così sugli obiettivi dell'ente:
[...] la commissione d'inchiesta dovrà investigare sulle sistematiche, diffuse e gravi violazioni dei diritti umani che avvengono nella Repubblica Popolare Democratica di Corea [...] includendo la violazione del diritto all'alimentazione, le violazioni legate ai campi di prigionia, come torture e trattamenti inumani o detenzioni arbitrarie, la discriminazione, le violazioni della libertà d'espressione, le violazioni del diritto alla vita, le violazioni della libertà di movimento, e le sparizioni forzate, includendo il rapimento e la prigionia forzata di visitatori di altra nazionalità, al fine di garantire una completa informazione, in particolare quando queste violazioni possono essere considerate crimini contro l'umanità.
Il 20 agosto 2013, la commissione comincia una conferenza pubblica di cinque giorni all'Università Yonsei a Seul dedicata all'ascolto di disertori nordcoreani e il 29 agosto è in Giappone per ascoltare le testimonianze dei parenti di cittadini giapponesi fatti prigionieri in Corea del Nord tra gli anni 1970 e 1980.
La Corea del Nord ha descritto l'inchiesta come "un complotto politico" e non ha permesso agli investigatori l'accesso al paese. Gli investigatori ONU hanno continuato a interrogare testimoni in Corea del Sud, Giappone e nel Regno Unito e tra il 30 e il 31 ottobre 2013 hanno condotto conferenze sul tema negli Stati Uniti. La commissione ha affermato di aver ripetutamente chiesto a rappresentanti della Corea del Nord di partecipare alle conferenze e incontrarsi con i testimoni.
Il 17 febbraio 2014, gli investigatori hanno riportato le loro conclusioni in un documento di quattrocento pagine. La commissione ha accusato il governo nordcoreano di essere coinvolto in sistematiche e diffuse violazioni dei diritti umani. Michael Kirby, il presidente della commissione, ha affermato che alcuni dei crimini compiuti dalla Corea del Nord ricordavano quelli commessi dai nazisti.
Il resoconto investigativo afferma: "Sotto molti aspetti, le violazioni dei diritti umani scoperte dalla commissione costituiscono crimini contro l'umanità. Non si tratta di semplici eccessi dello Stato, esse sono componenti essenziali di un sistema politico che si è allontanato di molto dagli ideali su cui afferma di essere fondato.
La gravità, l'estensione e la natura di queste violazioni ha rivelato uno Stato che non ha corrispondenti nel mondo contemporaneo." Roberta Cohen, del Comitato per i diritti umani in Corea del Nord, ha detto che ora sta alla comunità internazionale intervenire per proteggere chi è perseguitato e consegnare i colpevoli alla giustizia.
Il governo nordcoreano ha rigettato le accuse e ha affermato che la commissione è "il prodotto di una politicizzazione dei diritti umani da parte dell'Unione europea e del Giappone, in aggiunta alla politica ostile degli Stati Uniti".
Il 18 novembre 2014, le Nazioni Unite hanno votato a favore di un progetto di risoluzione per sottoporre la Corea del Nord al giudizio della Corte penale internazionale per crimini contro l'umanità.

## Posizione della Repubblica Popolare Democratica di Corea
Il dibattito sui diritti umani in Corea del Nord risale a prima della fondazione dello Stato nel 1948. Con un'ideologia basata sullo stalinismo, sul confucianesimo e sulla juche, la posizione del paese sui diritti umani considera tali diritti non universali, ma condizionati dal comportamento del cittadino, sostenendo che i diritti della collettività prevalgono su quelli del singolo e dando più peso al welfare e alla solidarietà che non al diritto del singolo.
Kim Il-sung ha affermato che il concetto di democrazia non può "garantire libertà e diritti a elementi ostili che si oppongono al socialismo o a elementi impuri che agiscono contro gli interessi del Popolo."
Il governo nordcoreano afferma che la Costituzione dello Stato garantisce i diritti umani ai cittadini e che i suoi principi sono ulteriormente sviluppati dalle leggi e che inoltre tali leggi siano fatte rispettare con rigore all'interno del paese.
Sette mesi dopo il rilascio del report della Commissione d'Inchiesta, la Corea del Nord ha pubblicato un proprio studio sul tema tramite l'Associazione per gli Studi sui Diritti Umani della Repubblica Popolare Democratica di Corea, che affermava invece che i cittadini nordcoreani godessero di "effettivi diritti umani".
La Corea del Nord ha inoltre accettato d'implementare 113 delle 268 raccomandazioni per migliorare il proprio livello di diritti umani nell'Universal Periodic Review pubblicato dalle Nazioni Unite.

## Libertà civili
C'è una vasta rete di informatori del regime in Corea del Nord, che monitora il livello di adesione dei cittadini all'ideologia politica. Non c'è riguardo per le libertà civili.
L'Alto commissariato delle Nazioni Unite per i diritti umani ha ufficialmente riconosciuto che in Corea del Nord avvengono regolarmente violazioni dei diritti umani. La seguente citazione proviene dalla Risoluzione delle Nazioni Unite sui Diritti Umani del 2005, riferendosi alla situazione presente in Corea del Nord:
 [In Corea del Nord] si registrano tortura e altri trattamenti o pene crudeli, degradanti, inumane, esecuzioni pubbliche, detenzioni arbitrarie e senza processo, assenza di dovuti processi o dell'applicazione della legge, l'uso della pena di morte per reati politici, l'esistenza di un gran numero di campi di prigionia e l'uso esteso di lavoro forzato; sanzioni contro i cittadini della Repubblica Popolare Democratica di Corea che sono stati rimpatriati dall'estero e che si sono visti trattare il loro allontanamento come un tradimento, punito con l'internamento, la tortura, trattamenti inumani e degradanti o la condanna capitale; restrizioni gravi e pervasive delle libertà di pensiero, coscienza, religione, opinione, espressione, riunione pacifica, associazione e accesso all'informazione oltre che limitazioni su ogni persona che voglia muoversi liberamente all'interno del paese o viaggiare all'estero; continue violazioni dei diritti umani e delle libertà fondamentali nei confronti delle donne, in particolare traffico di donne per la prostituzione e matrimoni forzati, aborti forzati per motivi etnici e anche infanticidio nei confronti dei bambini delle madri rimpatriate o detenzioni nei campi di prigionia.

### Diritti del lavoro
La Corea del Nord è una delle poche nazioni al mondo che non appartiene all'Organizzazione internazionale del lavoro. Il Partito del Lavoro di Corea, de facto il partito unico del paese, controlla l'unica organizzazione di sindacati autorizzata, la Federazione Generale dei Sindacati di Corea. Nella regione industriale di Kaesŏng, vicino al confine tra le due Coree, le compagnie sudcoreane impiegano 50 000 lavoratori nordcoreani. Lì le leggi che disciplinano le condizioni del lavoro sono di gran lunga inferiori agli standard internazionali sulla libertà di associazione, il diritto alla contrattazione collettiva, la protezione dalla discriminazione di genere e dalle molestie sessuali.
Altro problema presente in Corea del Nord è il ricorso al lavoro forzato, specialmente nell'industria mineraria e tessile come indicato nella List of Goods Produced by Child Labor or Forced Labor pubblicato dal Dipartimento del Lavoro degli Stati Uniti d'America.

### Libertà d'espressione e di accesso a fonti esterne
La Costituzione nordcoreana ha clausole che garantiscono la libertà di parola e assemblea pacifica. Nella pratica però, sono i dettami che impongono a ciascun cittadino di seguire uno stile di vita socialista ad avere la precedenza. Critiche al governo o al presidente sono assolutamente proibite e, chi fa affermazioni di tal genere, rischia di essere arrestato e imprigionato nei "campi di rieducazione". Il governo controlla i media e ai cittadini è proibito ricevere informazioni da media di altri paesi, a meno di non fronteggiare pene severissime.
Ci sono numerose organizzazioni formalmente extra-governative, ma sono tutte allineate con l'ideologia dominante e il loro compito è di elogiare il governo e far continuare il culto delle personalità di Kim Jong-il e di suo padre Kim Il-sung, defunti leader del paese. I disertori sostengono che lo scopo celebrativo di queste due figure è il tema centrale di quasi tutti i film, gli spettacoli e i libri prodotti nel paese.

#### Libertà di stampa
Nel 2015, la Corea del Nord si è classificata penultima, dopo l'Eritrea, nella World Press Freedom Index stilato da Reporter senza frontiere. La Costituzione nordcoreana prevede la libertà di stampa, ma nella pratica tutti i media sono strettamente controllati dal governo. I giornali si concentrano quasi interamente sulla propaganda politica (e per quanto riguarda gli affari esteri, enfatizzano molto l'ostilità nei confronti del Giappone e degli Stati Uniti) e l'elogio di Kim Jong-il e di suo padre.

#### Televisioni e radio
Reporter senza frontiere ha denunciato che tutte le radio e le televisioni acquistabili nel paese sono predisposte per ricevere esclusivamente le frequenze del governo e sono sigillate per evitarne la manomissione. Cercare di manipolarle per ricevere emittenti straniere viene considerato un grave crimine. Durante una manifestazione del partito nel 2003, ai capi locali del partito in ogni quartiere o villaggio è stato ordinato di controllare se ogni apparecchio avesse ancora il sigillo. 
Giacché la Corea del Nord e quella del Sud utilizzano due sistemi televisivi diversi (rispettivamente, PAL e NTSC) non è possibile vedere le trasmissioni di uno dei due paesi nell'altro. Un inviato nordcoreano per le Nazioni Unite ha detto che ogni cittadino della Corea del Nord sorpreso a vedere un film proveniente dalla Corea del Sud rischia di essere inviato nei campi di concentramento.

### Libertà di culto
La Corea del Nord aderisce ufficialmente all'ateismo di stato, tuttavia la Costituzione prevede "libertà di credo religioso". Nella pratica, comunque, le politiche del governo continuano a interferire con il diritto di ciascuno di scegliere e manifestare il proprio credo religioso.
Il governo continua a reprimere le attività di gruppi religiosi non autorizzati. Rifugiati, disertori, missionari e ONG riportano che sia le persone che hanno cercato di fare proselitismo religioso nel paese, sia chi abbia avuto contatti con gruppi evangelici operanti sul confine con la Cina e nello specifico i rimpatriati dalla Cina che si sono scoperti in contatto con stranieri o missionari, sono stati arrestati e sottoposti a gravi pene. Rifugiati e disertori asseriscono di aver assistito ad arresti ed esecuzioni di membri di chiese cristiane clandestine.
A causa dell'inaccessibilità del paese e dell'impossibilità di ricevere informazioni aggiornate, la continuità di queste pratiche rimane difficile da verificare.
Ci sono numerosi casi di stranieri arrestati in Corea del Nord con l'accusa di proselitismo del vangelo.
Il più celebre è Kenneth Bae, che è stato arrestato a dicembre 2012 e rilasciato l'8 novembre 2014. Kanneth Bae è un missionario cristiano-evangelico americano di origini coreane, ed era stato condannato a quindici anni di detenzione dall'autorità nordcoreana nell'aprile 2013.
Relativamente a un altro evento, l'agenzia d'informazione nordcoreana si è espressa sul tema, sostenendo che divulgare passi della Bibbia costituisce un reato in quanto intacca la fede assoluta della gente nei confronti del loro leader.

#### Persecuzione di cristiani e buddhisti
Stando a diverse ONG, la Corea del Nord è, tra i paesi che perseguono i cristiani, il peggiore.
Ci sono numerose testimonianze di persone inviate nei campi di prigionia e soggette a tortura o trattamenti inumani a causa della loro fede. Si stima che siano tra i cinquanta e i settantamila i cristiani detenuti nei campi nordcoreani. Nel paese ci sono state esecuzioni pubbliche di cristiani.
Ad esempio, Ri Hyon-ok è stata pubblicamente giustiziata il 16 giugno 2009 per aver prestato delle bibbie, mentre suo marito e i suoi figli sono stati deportati nel campo di concentramento di Hoeryŏng.
Fuggiaschi nordcoreani rimpatriati dalla Cina che si è scoperto essersi convertiti al cristianesimo, sono andati incontro a gravi maltrattamenti e torture.
Il governo considera le attività religiose crimini politici, perché potrebbero contrastare con il culto della personalità e la deificazione di Kim il-Sung e della sua famiglia.
Tra la fine della guerra di Corea e la metà degli anni cinquanta, durante il governo di Kim Il Sung, tutte le chiese vennero chiuse. Secondo AsiaNews, tutti i preti cattolici coreani vennero giustiziati e i leader protestanti che non rinunciarono alla loro fede vennero uccisi con l'accusa di essere spie americane.
Ben documentato è il martirio dei monaci benedettini dell'abbazia territoriale di Tokwon, di cui è cominciato il processo di beatificazione. Solo sessanta dei quattrocento templi buddhisti sopravvissero alle persecuzioni religiose degli anni cinquanta.
Circa 1 600 monaci vennero uccisi, fatti sparire o costretti ad abiurare la propria fede. I templi sopravvissuti sono conservati come eredità culturale nazionale.
I disertori nordcoreani riportano che attualmente sono impiegati dallo Stato alcuni monaci come guide turistiche per i monasteri, ma che il vero e proprio culto religioso è assente.
La gran parte dei buddhisti ha paura a manifestare apertamente la sua religione nelle aree dei templi e la pratica di nascosto. Tuttavia, in occasioni speciali, alcuni riti vennero permessi dalle autorità.
Nel 2002, il governo nordcoreano stimò come segue gli appartenenti a culti religiosi: 12 000 protestanti, 10 000 buddhisti e 800 cattolici. Le stime sudcoreane e di gruppi ecclesiastici internazionali sono considerevolmente più alte.
In Corea del Nord esiste il Partito Chondoista Chongu. Approvato dal governo, questo partito riunisce i fedeli del ceondoismo e riunisce quindicimila iscritti. Dal 1988, quattro chiese sono state erette a Pyongyang con donazioni straniere, ma probabilmente si è trattato di una mossa propagandistica per trasmettere al mondo esterno la sensazione che la Corea del Nord tutelasse la libertà di culto.
Queste chiese, le uniche ufficialmente approvate dal governo, si dividono tra i seguenti rami del cristianesimo: una chiesa cattolica, due protestanti, una ortodossa.
Esse tuttavia sono aperte solo per gli stranieri, mentre i cittadini nordcoreani non possono assistere alle funzioni religiose. In conclusione, si può dire che, sebbene la costituzione preveda la libertà religiosa, non ci sia libertà religiosa nel paese e che l'unico vero credo perseguito dal governo nordcoreano sia il culto delle personalità di Kim Il-sung e Kim Jong-il.

### Libertà di spostamento
I cittadini nordcoreani di norma non possono viaggiare liberamente all'interno del paese, ed è loro proibito viaggiare all'estero. L'emigrazione e l'immigrazione sono strettamente controllate. Solo le più alte autorità politiche posseggono o possono affittare automobili, e il governo limita l'accesso al carburante.
Nel paese c'è carenza di petrolio e gas naturale, gasolio, carbone e tutti gli altri carburanti fossili. Foto satellitari sulla Corea del Nord mostrano una pressoché completa assenza di veicoli in tutte le strade del paese, anche quelle interne alle città. Sono comuni deportazioni forzate di singoli individui o intere famiglie, soprattutto come punizione per crimini politici.
Fuggiaschi nordcoreani in Cina rischiano di essere rimpatriati dalle autorità. Una volta tornati sono spesso torturati e inviati nei campi di prigionia. Questo perché il governo nordcoreano tratta tentativi di allontanamento dal paese come diserzione. Il trattamento si inasprisce nel caso i rifugiati siano entrati in contatto con organizzazioni non governative legate alla Corea del Sud o con gruppi religiosi quali il Cristianesimo. In tali casi, generalmente, se vengono rimpatriati i colpevoli sono sottoposti alla pena di morte.
Solo ai cittadini ritenuti più leali al regime, politicamente affidabili e fisicamente in salute è concesso di vivere a Pyongyang. Quelli che sono sospetti di scarsa devozione al regime, o che abbiano parenti accusati di reati politici, sono espulsi dalla città. La stessa sorte tocca a chi è mentalmente o fisicamente disabile con la sola eccezione dei veterani della guerra di Corea, feriti durante il conflitto.
Questo sistema è un ricatto per ottenere la fedeltà della popolazione, giacché il cibo e le abitazioni sono nettamente migliori nella capitale che altrove.

### Diritti delle minoranze
La popolazione della Corea del Nord è una delle più etnicamente omogenee al mondo e l'immigrazione è praticamente inesistente. Tra i pochi immigrati vi sono le mogli giapponesi di cittadini coreani tornati dal Giappone tra il 1955 e i primi anni ottanta. Pare che i rimpatriati non siano stati ben accolti nel paese e che, tranne eccezioni (ad esempio quelli che sono finiti al governo) si siano trovati ai margini della società. I visitatori stranieri devono costantemente essere accompagnati da guide ufficiali ed è loro proibito visitare certe zone.

### Diritti dei disabili
Come firmatario della Convenzione internazionale sui diritti economici, sociali e culturali e della Convenzione internazionale sui diritti dell'infanzia, la Corea del Nord ha, tra le altre cose, l'obbligo di contrastare la discriminazione nei confronti dei disabili.
L'articolo 2 della Convenzione sui diritti dell'infanzia afferma che: "Gli Stati parti si impegnano a rispettare i diritti enunciati nella presente Convenzione ed a garantirli ad ogni fanciullo che dipende dalla loro giurisdizione, senza distinzione di sorta ed a prescindere da ogni considerazione di razza, di colore, di sesso, di lingua, di religione, di opinione politica o altra del fanciullo o dei suoi genitori o rappresentanti legali, dalla loro origine nazionale, etnica o sociale, dalla loro situazione finanziaria, dalla loro incapacità, dalla loro nascita o da ogni altra circostanza." (enfasi aggiunta).
Il 22 marzo 2006, l'Associated Press ha riportato che un medico disertore nordcoreano, Ri Kwang-chol, ha affermato che i bambini nati con deformità vengono rapidamente uccisi e sepolti. Secondo un reportage delle Nazioni Unite, testimonianze dei disertori descrivono come le persone disabili siano "rastrellate" e inviate nei "campi speciali".
Tuttavia, l'organizzazione di carità Handicap International opera in Corea del Nord dal 1999, aiutando la Federazione Coreana per la Protezione dei Disabili e fornendo supporto a centri ortopedici che si prendono cura di centinaia di persone disabili. Il Comitato internazionale della Croce Rossa ha annunciato nel 2006 di aver aiutato l'apertura di un centro di riabilitazione per disabili a Pyongyang.
Secondo la Campagna internazionale per il bando delle mine antiuomo, la Corea del Nord "ha un apparato completo per l'assistenza delle persone con disabilità, tuttavia limitato dalla situazione economica generale del paese". La Corea del Nord ha partecipato per la prima volta ai giochi paralimpici nel 2012.

### Distribuzione del cibo
Nel 2005, Stephan Haggard e Marcus Nolan del Comitato per i Diritti Umani in Corea del Nord hanno pubblicato il testo "Hunger and Human Rights: The Politics of Famine in North Korea" (ovvero La Fame e i Diritti Umani: la Politica della Carestia in Corea del Nord), sostenendo l'idea che la carestia nordcoreana degli anni novanta fosse stata causata dal governo e che, con le giuste manovre politiche, come l'importazione di derrate alimentari o la ricerca di un aiuto internazionale, lo Stato avrebbe potuto evitare la scarsità di cibo. Invece, il regime ha bloccato gli aiuti umanitari e, con la politica del songun, ha deviato le risorse sull'esercito.
Le riforme economiche socialiste abolirono il sistema di coupon, che favoriva i cittadini non produttivi. Dopo le riforme, una famiglia in città spende tra il 75 e l'85% dei propri introiti in alimenti, mentre un agricoltore statale solo un terzo. Queste disparità mostrano come la Corea del Nord non abbia una rete di distribuzione dei viveri capace di sostentare i soggetti vulnerabili della società, come le casalinghe o gli anziani.
De facto il sistema socialista in Corea del Nord si è sgretolato e sono sorti mercati locali pseudolegali per far fronte alle esigenze della popolazione. Di conseguenza le attuali scarsità di cibo somigliano più alle crisi affrontate dalle economie di mercato nei paesi in via di sviluppo, dove l'accesso al cibo è determinato dalla propria capacità di gestire le risorse sul mercato. Questo tipo di emergenze non è meno grave, ma pone sfide diverse ai donatori stranieri.
Gli alimenti vengono distribuiti alla popolazione civile della Corea del Nord mediante due canali. I lavoratori nelle fattorie agricole cooperative statali, che ammontano a circa il 30% della popolazione, ricevono ogni anno una porzione di grano al momento del raccolto.
Tuttavia la gran parte della popolazione, che vive nelle città, è rifornita dal PDS (acronimo dell'inglese public distribution system), che distribuisce le razioni su base mensile o bisettimanale. La quantità distribuita a ciascuno dipende dalla sua età e dalla sua occupazione. Membri del partito di alto livello e ufficiali del governo o dell'esercito, o determinate classi di lavoratori, vengono riforniti tramite altri canali e ricevono più razioni.
Nell'affrontare il comportamento fondamentalmente non collaborativo del governo nordcoreano, le organizzazioni umanitarie cercano d'individuare le fasce più a rischio e di seguire la distribuzione delle derrate per evitare che ne restino escluse.
Il governo nordcoreano rende difficile l'aiuto da parte dell'estero e questi gruppi hanno raggiunto risultati limitati solo grazie alla loro estrema flessibilità. Tuttavia, per loro stessa ammissione, il sistema di monitoraggio è inefficace e si stima che tra il 10 e il 30% degli aiuti alimentari stranieri non arrivino ai destinatari prefissati. Gli aiuti deviati spesso finiscono nelle mani dell'esercito o dei membri del partito.
Le regioni remote e lontane dalle grandi città soffrono maggiormente la carestia in rispetto ai centri maggiori, che sono i primi a ricevere rifornimenti alimentari. Dato che, per la gran parte dei cittadini nordcoreani, è impossibile muoversi all'interno della stessa nazione, le persone considerate pericolose per il regime e dunque deportate nelle regioni montuose interne hanno maggiore difficoltà ad essere rifornite.
Secondo la testimonianza di ex-detenuti poi fuggiti dal paese, i campi di lavoro detentivi sono spesso sovraffollati e i prigionieri non ricevono adeguate provviste alimentari. "La malnutrizione rende la vita a Yodok veramente difficile. Ci venivano data solo una piccola quantità di riso, a volte ricevevamo solo una zuppa con delle foglie di cavolo. Non ci veniva mai data della carne. Avevamo sempre fame e ci siamo ridotti a mangiare dell'erba in primavera.
Tre persone su quattro morivano per malnutrizione. Quando qualcuno moriva, gli altri prigionieri non segnalavano subito la sua morte alle autorità del campo, in modo da poter mangiare la razione che gli era assegnata." Il digiuno forzato è usato come metodo per punire i prigionieri. Circa metà delle morti nei campi avviene per fame o malattie infettive.

## Giustizia penale

### Pena di morte
La pena di morte, spesso senza processo, viene applicata per crimini comuni e per reati d'opinione e politici. Tentativi di fuga dal paese o da una prigione possono comportare un'esecuzione immediata. Il personale delle carceri e del sistema penale ha facoltà di agire a propria discrezione ed è presumibilmente autorizzato ad agire senza curarsi dei diritti legali delle persone.
Anche alte personalità del regime sono state fatte sparire o condannate a morte dopo essere cadute in disgrazia. Un esempio notevole è l'esecuzione di Chang Sung-taek, zio del leader supremo Kim Jong-Un e vicepresidente della Commissione di Difesa Nazionale.
L'8 dicembre 2013, Chang è stato ufficialmente espulso dal Partito. Alcune delle accuse erano: "atti illeciti con le donne, ostacolo degli affari economici della nazione e azioni contrarie al Partito". Il 13 dicembre, i media di stato hanno annunciato l'avvenuta condanna capitale.

#### Esecuzioni pubbliche
La Corea del Nord ha ripreso la pratica delle esecuzioni pubbliche nell'ottobre del 2007, dopo averla ridotta nel 2000 a seguito di aspre critiche internazionali. Le esecuzioni possono essere comminate per crimini come l'omicidio, la rapina, lo stupro, il traffico di droga, il contrabbando, la pirateria, atti di vandalismo e molti altri; politici ed alti ufficiali possono venire condannati a morte per appropriazione indebita, il metodo di esecuzione è generalmente la fucilazione. Lo Stato non pubblica statistiche sui livelli di crimine interni al paese.
Secondo il resoconto dell'agenzia sudcoreana Good Friends, nell'ottobre del 2007, il dirigente di una fabbrica nella regione del Pyongan Meridionale è stato arrestato per aver effettuato delle chiamate internazionali da tredici telefoni che aveva installato nel suo stabilimento ed è stato ucciso mediante fucilazione in uno stadio davanti a una folla di centocinquantamila persone. Secondo Good Frieds, sei persone sono rimaste uccise nella calca mentre gli spettatori uscivano.
In un altro episodio, quindici persone sono state uccise in pubblico per aver tentato di attraversare il confine con la Cina.

### Attività processuale
La Costituzione afferma che i tribunali sono indipendenti e che i processi devono essere condotti in stretta accordanza con la legge. Non sono reperibili molte informazioni sulle procedure e la prassi della giustizia penale e l'accesso al sistema legale dall'esterno è limitato a cause minori. Comunque, non ci sono prove che esistano avvocati indipendenti e non governativi o che sia sempre assegnato un avvocato difensore., né che la presunzione d'innocenza sia rispettata.
Stando a Hidden Gulag, la gran parte dei prigionieri nei campi di concentramento è stata condannata senza ricevere assistenza legale, senza che si tenesse il processo e addirittura senza neppure conoscere le accuse che gli erano rivolte.
Witness to Transformation ha riportato che solo il 13% dei 102 ex-prigionieri nordcoreani che sono stati intervistati ha ricevuto un processo.

### Diritti dei detenuti
Stando a numerose organizzazioni internazionali, le condizioni delle prigioni nordcoreane sono estremamente dure. I prigionieri sono soggetti a tortura e trattamenti inumani da parte delle autorità dello Stato. Esecuzioni, pubbliche o segrete, di prigionieri, inclusi bambini, soprattutto nel caso di tentate fughe, sono comuni.
Anche infanticidi e aborti forzati sono frequenti. La mortalità all'interno delle carceri è molto elevata e molti prigionieri muoiono di fame, malattie, incidenti sul lavoro o a seguito di torture.
Il governo nordcoreano nega categoricamente tutte le accuse di violazioni dei diritti umani all'interno delle carceri, sostenendo che sono proibite dalle leggi sulla procedura penale, ma ex-prigionieri testimoniano che all'interno delle prigioni tali leggi non siano affatto rispettate. Il governo rifiuta inoltre di fornire qualsiasi informazione sui prigionieri e sui campi di prigionia e nega l'accesso nei carceri alle organizzazioni sulla tutela dei diritti umani.
Nel 2002, Lee Soon-ok, un'ex-prigioniera, ha fornito alla Camera dei rappresentanti degli Stati Uniti d'America una dettagliata testimonianza sul trattamento da lei subito all'interno del capo di prigionia di Kaechon in Corea del Nord.
Nel corso del suo discorso Lee Soon-ok ha detto: "Io testimonio che gran parte dei 6000 prigionieri che era lì quando arrivai nel 1987 era morta a causa delle dure condizioni della prigionia quando venni rilasciata nel 1992". Insieme con lei molti altri ex-prigionieri, fuggiti dal paese, hanno offerto testimonianze sui crimini contro i diritti umani all'interno dei campi di prigionia nordcoreani.
Secondo la testimonianza di Ahn Myong Chol, ex-guardia del Campo 22, le guardie di questi campi sono educate a considerare i prigionieri "subumani" e a trattarli di conseguenza. Inoltre ha raccontato di aver visto bambini imprigionati in uno dei campi litigare per chi dovesse mangiare un chicco di mais recuperato da uno sterco di vacca.

#### Campi di prigionia

##### Kwalisso
Il termine Kwalisso, anche traslitterato Kwan-li-so, significa letteralmente "luogo di custodia". Riferendosi alla realtà nordcoreana il termine viene tradotto però come colonia penale lavorativa o come campo di concentramento.
I Kwalisso sono campi d'internamento per gli accusati di reati politici e considerati irrecuperabili e sono gestiti dal Ministero della Sicurezza dello Stato. Pratica comune è la "colpa per associazione" per la quale i parenti (genitori, figli, coniugi, fratelli e talvolta anche nonni o nipoti) di un prigioniero vengono anch'essi arrestati, pur senza aver commesso alcuna violazione della legge. La detenzione nei campi è nella maggioranza dei casi a vita.
I campi si trovano nella parte centrale o nordorientale del paese, in valli montane completamente isolate dal mondo circostante. Il numero totale di prigionieri di questi campi è stimato tra i 150.000 e i 200.000. Il campo di Yodok e quello di Bukchang sono divisi in due sezioni: una "zona a controllo totale", con prigionieri condannati a vita, e un'altra più simile a un campo di rieducazione, in cui i prigionieri hanno la speranza di un rilascio (in realtà, molto raro).
In molti campi di concentramento vige la regola della "punizione per tre generazioni": chi viene internato nel campo avrà con sé i familiari, i suoi figli ed i suoi nipoti dovranno scontare una pena a vita, senza la possibilità di lasciare la struttura.
Le condizioni di vita all'interno dei Kwalisso sono pessime: i detenuti sono costretti a ritmi lavorativi pressoché schiavistici, le razioni sono molto scarse sicché circa il 40% dei prigionieri muore per malnutrizione. Altre comuni cause di morte sono gli incidenti sul lavoro, il congelamento o maltrattamenti da parte delle guardie.
Le pene all'interno dei campi sono molto severe: prigionieri che non raggiungono le quote di produzione previste o che disobbediscono agli ordini sono frustati o torturati mentre furti di cibo o tentate fughe sono punite con la morte.
Inizialmente i campi di questo tipo erano dodici, ma alcuni sono stati chiusi o fusi (ad esempio il Campo di concentramento di Onsong venne chiuso nel 1987 dopo una rivolta fallita che portò alla morte di circa 5000 prigionieri.) A oggi i Kwalisso noti sono sei: la loro esistenza è testimoniata sia da prigionieri evasi, sia da immagini satellitari:
| Campi per prigionieri politici      | Nome ufficiale    | Dimensione         | Numero di prigionieri |
| Campo di internamento di Kaechon    | Kwan-li-so No. 14 | 155 km² (60 mi²)   | 15,000                |
| Campo di concentramento di Yodok    | Kwan-li-so No. 15 | 378 km² (146 mi²)  | 46,500                |
| Campo di concentramento di Hwasong  | Kwan-li-so No. 16 | 549 km² (212 mi²)  | 10,000                |
| Campo di concentramento di Bukchang | Kwan-li-so No. 18 | 73 km² (28 mi²)    | 50,000                |
| Campo di concentramento di Chongjin | Kwan-li-so No. 25 | 0,25 km² (0,1 mi²) | 3,000+                |

Il giornalista Kang Chol-hwan, fuggito in Corea del Sud, è stato un prigioniero del campo di Yodok e, riguardo alla sua esperienza ha scritto il libro Gli acquari di Pyongyang. L'ICNK (International Coalition to Stop Crimes Against Humanity in North Korea) stima che oltre diecimila persone muoiano nei campi di prigionia nordcoreani ogni anno.

##### Kyo-hwa-so
| Campo di rieducazione               | Nome ufficiale    | Dimensioni                  | Numero di prigionieri |
| Campo di concentramento di Kaechon  | Kyo-hwa-so No. 1  | 300 x 300 m (328 x 328 yds) | 6,000                 |
| Campo di concentramento di Chongori | Kyo-hwa-so No. 12 | 150 x 350 m (164 x 383 yds) | 2,000                 |